# Sân vận động Yangsan
Sân vận động Yangsan là một sân vận động ở Yangsan, Hàn Quốc. Sân hiện đang được sử dụng chủ yếu cho các trận đấu bóng đá. Sân vận động có sức chứa 22.061 khán giả và được khánh thành vào năm 2002.